# Ring-A-Ding Girl
"Ring-A-Ding Girl" foi a canção que representou o Reino Unido no Festival Eurovisão da Canção 1962 que teve lugar no Luxemburgo.
A referida canção foi interpretada em inglês por Ronnie Carroll. Foi a décima-terceira canção a ser interpretada na oite do evento, a seguir à canção da  Jugoslávia "Ne pali svetla u sumrak ", cantada por Lola Novaković e antes da canção da França "Petit bonhomme", interpetada por Camillo Felgen. Terminou a competição em quarto lugar (entre 16 participantes), tendo recebido um total de 10 pontos. No ano seguinte, em 1963, o Reino Unido foi representado por Ronnie Carroll que interpretou o tema "Say Wonderful Things".

## Autores
A canção tinha letra de Stan Butcher, música de Syd Cordell e foi orquestrada por Wally Stott.